# サクラカプセル
『サクラカプセル』は、2014年8月29日に発売された日本のアニメーション映画（OVA）。監督は大橋明代。脚本担当は藤田けい。

## 概要
幼なじみの6人の少女たちの成長と、桜の木がかなえた奇跡の物語。ヒロイン6人のうち、伊藤かな恵演じる天雲郁を除く5人のキャラクター役の声優は、日本全国で一般参加可能なキャスティングオーディションを行い選抜された。また6人のヒロインのキャラクター・イメージソングは、地元で活躍する“ご当地アイドル”を起用。若者のネットワークをフル活用したり、プロモーションには全国の大学生らを「看板娘」と呼ばれる宣伝マンとして使っている。

## あらすじ
東京郊外のとある街には、小高くなった丘があり、そこにブランコとジャングルジムがあるばかりの小さな公園があった。幼いころからその公園で一緒に遊んでいた天雲郁、大隅朱里、大須琴音、安芸まひる、白石優花、高田渚の仲よし6人組だったが、小学4年生の時にそれぞれ別の学校に転校する運命に。6人は転校をする前に、公園に1本あるサクラの木の下に「タイムカプセルを埋めよう、そうすれば皆バラバラになってもつながっているよ」と公園のブランコの下で約束したものの、果たせないまま離ればなれになってしまう。
そして4年後。6人は成長し、それぞれに不安や悩みを抱きながらも日常を送っていたが、ある日、彼女たちにある奇跡が起こる。

## キャスト

### 主要キャスト
天雲 郁（あまくも いく）
声 - 伊藤かな恵
2014年12月25日にある悲劇がきっかけで、各地の友達の前に現れる。
白石 優花（しろいし ゆうか）
声 - 六月珠陽
札幌でヴァイオリン教室に通うが、今後も続けていけるのか不安になっている。
高田 渚（たかだ なぎさ）
声 - 高梁友里菜
東京都心に住み、自主制作の絵本を描いているものの、上手く描けなくて悩んでいる。
大須 琴音（おおす ことね）
声 - 岡本彩夏
名古屋の実家は弓道道場をしているが、講師として子供達に上手く教えられるか不安になっている。
安芸 まひる（あき まひる）
声 - 岡田望見
広島で写真部に在籍。コンクールに向けてどんな写真を撮ればいいか悩んでいる。
大隅 朱里（おおすみ あかり）
声 - 瀬堀紗佑美
鹿児島で、ラクロス部の部長をしている。部員のエースと気まずくなっている。

### その他のキャスト
- 優花の友達 - 下釜千昌
- 校内放送アナウンス - 上出彩
- 朱里の後輩 - 吉永零、長谷川明海、坂本知子、李素英
- 女性の先生 - 原由実
- 少年 - 花村怜美、桜咲千依
- まひるの先輩 - 佐倉薫
- 子供 - 稲村優奈
- 柴田先生 - 岸尾だいすけ
- 優花の弟 - 安達まり
- 朱里の兄 - 半田裕典

## スタッフ
- 監督・絵コンテ・演出 - 大橋明代[1]
- シナリオ - 藤田けい
- キャラクターデザイン・作画監督 - 渡辺真由美
- プロップデザイン - 伊藤麻由加
- 美術監督 - 阿久澤奈緒子
- 色彩設計 - 南木由実
- 音響監督 - 井澤基
- 音楽プロデューサー - 金田充
- 音楽 - 山本姫子
- 撮影監督 - 美濃部朋子
- 編集 - 坂本雅紀
- プロデューサー - 大宮三郎、比嘉勇二
- 企画 - ムーグー
- 制作 - ラルケ

## 主題歌
オープニング主題歌「トキメキノハナビラ」
作詞 - 岡めぐみ / 作曲 - 小野貴光 / 編曲 - 竹中文一 / 歌 - 静夏
エンディング主題歌「あの桜の木の下で」
作詞 - 櫻井ななこ / 作曲 - 金田充 / ピアノ演奏 - 勝治秀基 / 歌・作詞 - 櫻井ななこ

### 挿入歌
本編中未使用。
キャラクターイメージソング
白石優花「Dear my friend」
歌 - フルーティー
大須琴音「切なさランデブー -困っちゃっうー♪-」
声 - アイドル教室
高田渚「約束のカプセル」
歌 - ナト☆カン
大隅朱里「Field ON!」
歌 - サザン☆クロス
安芸まひる「桜エトランゼ」
歌 - まなみのりさ
サクラカプセル応援歌
「また会おう」
歌 - サクラカプセル看板娘

## Webラジオ
『サクラカプセル WEBラジオ』は、2014年6月1日から公式サイトで毎日配信されていたWebラジオ番組。パーソナリティは、プロモーション活動担当の「看板娘」が日替わりで担当。2015年1月16日からは、担当看板娘の名前を冠した番組名で配信された。

## ニコニコ生放送
- 『飛び出せ！サクラカプセル!!』は、2014年2月6日から3月6日までニコニコ生放送で配信されていた声優オーディションの映像。出演は看板娘の櫻井ななこと諏訪ななか。全5回。
- 『サブちゃん一家のそれでもアニメはやめられない×サクラカプセル』は、2014年5月15日からニコニコ生放送で配信されていた『サブちゃん一家の、だからアニメはやめられない!?』とのコラボレーション番組。出演は大宮三郎、佐倉薫、看板娘。